# Thurey-le-Mont
Thurey-le-Mont é uma comuna francesa na região administrativa de Borgonha-Franco-Condado, no departamento de Doubs. Estende-se por uma área de 4,83 km². Em 2010 a comuna tinha 128 habitantes (densidade: 26,5 hab./km²).